# Hela Världens Store Byggmästare

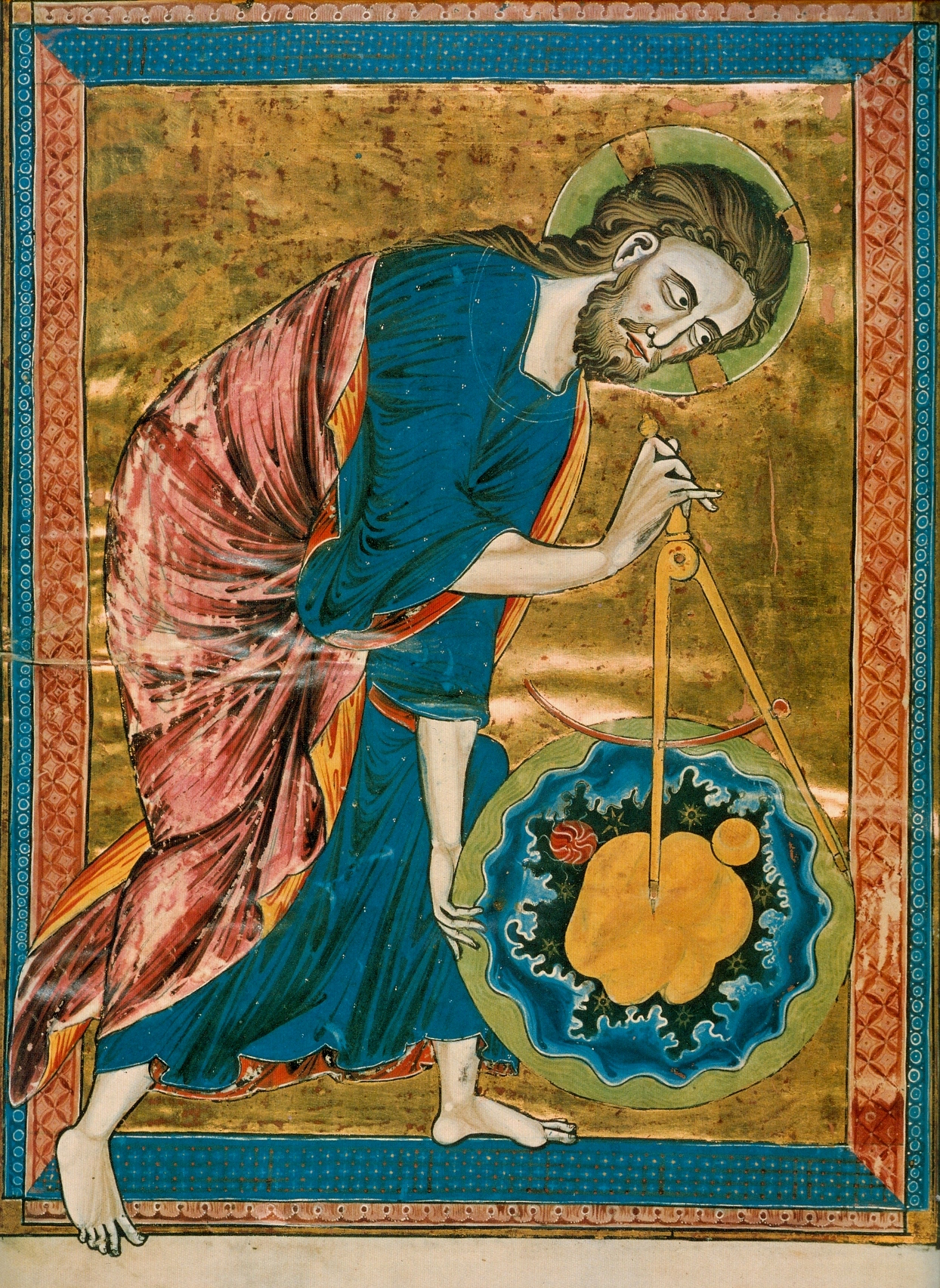
Vetenskap, särskilt geometri och astronomi, var direkt kopplad till det gudomliga för medeltidens lärda. Eftersom Gud skapade världen efter geometriska och harmoniska principer, ansågs sökandet efter dessa principer vara detsamma som att söka och dyrka Gud.

Hela Världens Store Byggmästare, Great Architect of the Universe, Grand Architect of the Universe, eller Supreme Architect of the Universe, är ett gudsbegrepp som används av många kristna teologer och apologeter. Som begrepp används det också inom frimureriet för att med en neutral omskrivning beteckna den gudom, det Högsta Väsen en medlem bekänner och vördar. Det är också Rosencreuzarnas uppfattning av Gud så som det uttrycktes av Max Heindel. Synen på demiurgen som en stor arkitekt eller stor byggmästare förekommer också i gnosticismen och i andra religiösa och filosofiska system.

## Kristendom
Tanken om Gud som (Hela) Världens Store Byggmästare har använts många gånger i kristendomen. En illustration där Gud avbildas som byggmästare och universums arkitekt kan återfinnas i en medeltida Bibelutgåva  och jämförelsen med Gud som byggmästare har använts av kristna apologeter och lärare.
Thomas av Aquino skriver i sin Summa Theologica: "Gud, den allra högste, kan jämföras med allt som skapats [på samma sätt] som arkitekten till allt som byggts (ut artifex ad artificiata)."  Analytiker har konstaterat att påståendet att Hela Världens Store Byggmästare är kristendomens Gud, "inte är självklart grundat enbart på naturlig religion, men att det förutsätter en koppling av tron till Bibelns uppenbarelse"
Jean Calvin kallar i Institutio Christianae religionis (1536) upprepade gånger Gud för "Universums Byggmästare" och till dennes verk som "Universums byggnadsverk". I sin kommentar till Psalt. 19 nämner han Gud som den "Store Byggmästaren" eller "Universums arkitekt".

## Frimureri
Frimurarhistoriker som William Bissey, Gary Leazer (som citerar Coils Masonic Encyclopaedia), och Brent Morris, hävdar att "den frimureriska förkortningen G.A.O.T.U., vilket skall uttydas Great Architect of the Universe, är en fortsättning på en lång tradition av att använda en allegorisk omskrivning för gudomen".  De visar på hur beteckningen och förkortningen kom in i frimureriet i och med Book of Constitutions som skrevs 1723 av kyrkoherden James Anderson. De noterar också att Anderson, som var kalvinist, förmodligen hämtade beteckningen från Calvin.
Christopher Haffners egen förklaring till den frimureriska tanken om en Hela Världens Store Byggmästare som en omskrivning för den gudom som en person håller för sin egen, ges i boken Workman Unashamed:
| ” | Föreställ er nu hur jag står i logen med böjt huvud, mellan broder Mohammed Bokhary och broder Arjun Melwani. Ingen av dem uppfattar Hela Världens Store Byggmästare som den Heliga Treenigheten. För broder Bokhary är han Allah. För broder Melwani är han förmodligen Vishnu. Eftersom jag tror att det endast finns en Gud, öppnas tre möjligheter: - De ber till Djävulen medan jag ber till Gud; - De ber till ingen eftersom deras gudar inte finns; - De ber till samma Gud som jag, fast deras uppfattning om Hans natur är delvis ofullständig (liksom min egen - 1 Kor. kapitel 13, vers 12). Det är utan tvekan som jag accepterar det tredje alternativet. | „ |

Inom Svenska Frimurare Orden, där medlemskap enligt Svenska Frimurare Ordens Allmänna Lagar (ordens stadgar) förutsätter kristen bekännelse, används begreppet "Hela Världens Trefalt Store Byggmästare".

## Hermetism
Begreppet kan också vara en metafor som syftar på den möjliga gudanatur som varje individ besitter. 
"(Gud)... Den där osynliga kraften som alla vet finns, men som går under så många namn, till exempel Gud, Ande, Högsta Väsen, Intelligens, Sinne, Energi, Natur och så vidare." 
Enligt den hermetiska traditionen har var och en möjlighet att bli Gud; en idé eller ett koncept om gudsbegreppet som uppfattas som en inre snarare än yttre företeelse. Den Store Byggmästaren är också en hänsyftning på universum sådant en betraktare skapar det. Man skapar sin egen realitet; alltså är man själv byggmästaren. Ett annat sätt att uttrycka det på är att säga att sinnet är skaparen.

## Rosenkreuzarna
Enligt Heindels verk är Hela Världens Store Byggmästare ett Högsta Väsen, som går från Det Absoluta, vid uppenbarelsens gryning.

## Gnosticism
Idén om Hela Världens Store Byggmästare förekommer också i gnosticismen. Demiurgen Djävulen är universums skapare, Gamla Testamentets Gud som står i motsats till Kristus och Sofias budbärare av den Sanne Gudens gnosis. 
Ebioniter som Nasaréerna hävdar att Pira Rabba är källa, ursprung och bevararare av allt, vilket är fyllt av Mânâ Rabbâ, den Store Anden, från vilken det Första Livet stammar.
Det Första Livet ber för vänskap och avkomma, medan det Andra Livet, Ultra Mkayyema eller den världsgrundande Eonen, hela världens byggmästare, tar gestalt. Från denna byggmästare kommer ett antal Eoner, vilka bygger universum under Mandâ d'Hayyes eller gnôsis zoês ledning, den personifierade kunskapen om livet.

## James Hopwood Jeans och Curuppumullage Jinarajadasa
I sin bok The Mysterious Universe tillämpar James Hopwood Jeans också tanken om Hela Världens Store Byggmästare:
"Om vi på nytt återfaller till det primitiva, antropomorfa språk vi redan använt, kan man säga att vi redan till dess nackdel övervägt möjligheten att universum skulle ha planerats av en biolog eller en ingenjör; utifrån det verkliga beviset på hans skapelse framstår Hela Världens Store Byggmästare som en renodlad matematiker."
Till detta lägger Curuppumullage Jinarajadasa sin iakttagelse att den Store Byggmästaren "också är en Stor Geometriker. För på ett eller annat sätt, uppenbart eller dolt, verkar det finnas en geometrisk grund till varje företeelse i universum"

## Demiurgen
Idén om demiurgen som en välvillig Stor Byggmästare förekommer i Platons skrifter (dialogen Timaios).

## Martinismen
Tanken om en Hela Världens Store Byggmästare förekommer också i martinismen. Enligt martinistisk åskådning skall inte den Store Byggmästaren dyrkas. Enligt martinisterna är det visserligen möjligt att åkalla Honom, men att det inte innebär att Han skall tillbedjas.

### Översättning
Den här artikeln är helt eller delvis baserad på material från engelskspråkiga Wikipedia.